# Michel Mayor
Michel Gustave Édouard Mayor født 12. januar 1942) er en schweizisk astrofysiker og professor emeritus på Université de Genève afdeling for astronomi. Han gik formelt på pension i 2007, men er fortsat aktiv som forsker på Geneveobservatoriet. Han modtog halvdelen af nobelprisen i fysik i 2019 sammen med Didier Queloz mens Jim Peebles fik den anden halvdel, i 2010 modtog han Victor Ambartsumian International Prize og i 2015 fik han Kyoto Prize.
Sammen med Didier Queloz opdagede han i 1995 51 Pegasi b, der var den første exoplanet, der kredser om en sollignende stjerne, 51 Pegasi, hvilket gav dem nobelprisen i fysik i 2019. I forbindelse med opdagelsen udtalte Mayor at mennesket aldrig vil emmigrere til denne type exoplaneter, da de er "alt, alt for langt væk.... [og det ville tage] hundrede millioner dage med vores nuværende teknologi".
Mayor har en kandidatgrad i fysik fra Université de Lausanne (1966) og en ph.d. i astronomi fra Geneveobservatoriet (1971). Han var forsker på Institute of Astronomy på University of Cambridge i 1971. Efterfølgende tilbragte han sabbatsemestre på European Southern Observatory (ESO) i det nordlige Chile og på Institute for Astronomy på University of Hawaii system.